# نینجاهای موج‌سوار
نینجاهای موج‌سوار (به انگلیسی: Surf Ninjas) یک فیلم کمدی رزمی آمریکایی محصول سال ۱۹۹۳ به کارگردانی نیل اسرائیل و نویسندگی دن گوردون. در این فیلم ارنی ریس جونیور، راب اشنایدر، نیکلاس کوان و لسلی نیلسن ایفای نقش می‌کنند. این فیلم دو موج‌سوار نوجوان از لس‌آنجلس را دنبال می‌کند که متوجه می‌شوند ولیعهد پادشاهی آسیایی پاتوسان هستند و با اکراه سرنوشت خود را دنبال می‌کنند تا یک سرهنگ شیطانی را که بر این پادشاهی حکمرانی می‌کند، از سلطنت خلع کنند.
این فیلم در لس آنجلس، هاوایی و تایلند فیلمبرداری شده‌است. یک بازی ویدیویی نیز به همراه این فیلم ساخته و منتشر شد. نینجاهای موج‌سوار در ۲۰ اوت ۱۹۹۳ در ایالات متحده منتشر شد. این فیلم در دسامبر ۱۹۹۳ در وی اچ اس منتشر شد و در سپتامبر ۲۰۰۲ مجدداً در دی‌وی‌دی منتشر شد.